# Charles Doolittle Walcott
Charles Doolittle Walcott (New York Mills, Condado de Oneida, Nova Iorque, 31 de março de 1850 — Washington, DC, 9 de fevereiro de 1927) foi um paleontólogo estadunidense.
Foi um especialista em invertebrados.
É sobretudo conhecido pela descoberta dos Xistos de Burgess, uma formação geológica na Colúmbia Britânica, Canadá, considerada uma das principais jazidas de fósseis do mundo, que contém grande número de fósseis do período Câmbrico médio extraordinariamente preservados, incluindo vários tipos de invertebrados e também os animais dos quais evoluíram os cordados, como o Pikaia, advindo daí a sua extrema importância na paleontologia.
Foi laureado com a Medalha Bigsby em 1895 e com a medalha Wollaston em 1918, ambas pela Sociedade Geológica de Londres. Foi ainda laureado com a Medalha Mary Clark Thompson em 1921 pela Academia Nacional de Ciências dos Estados Unidos.

## Obras

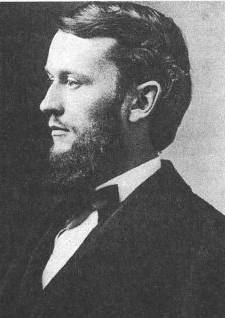
Charles Doolittle Wallcott em 1873

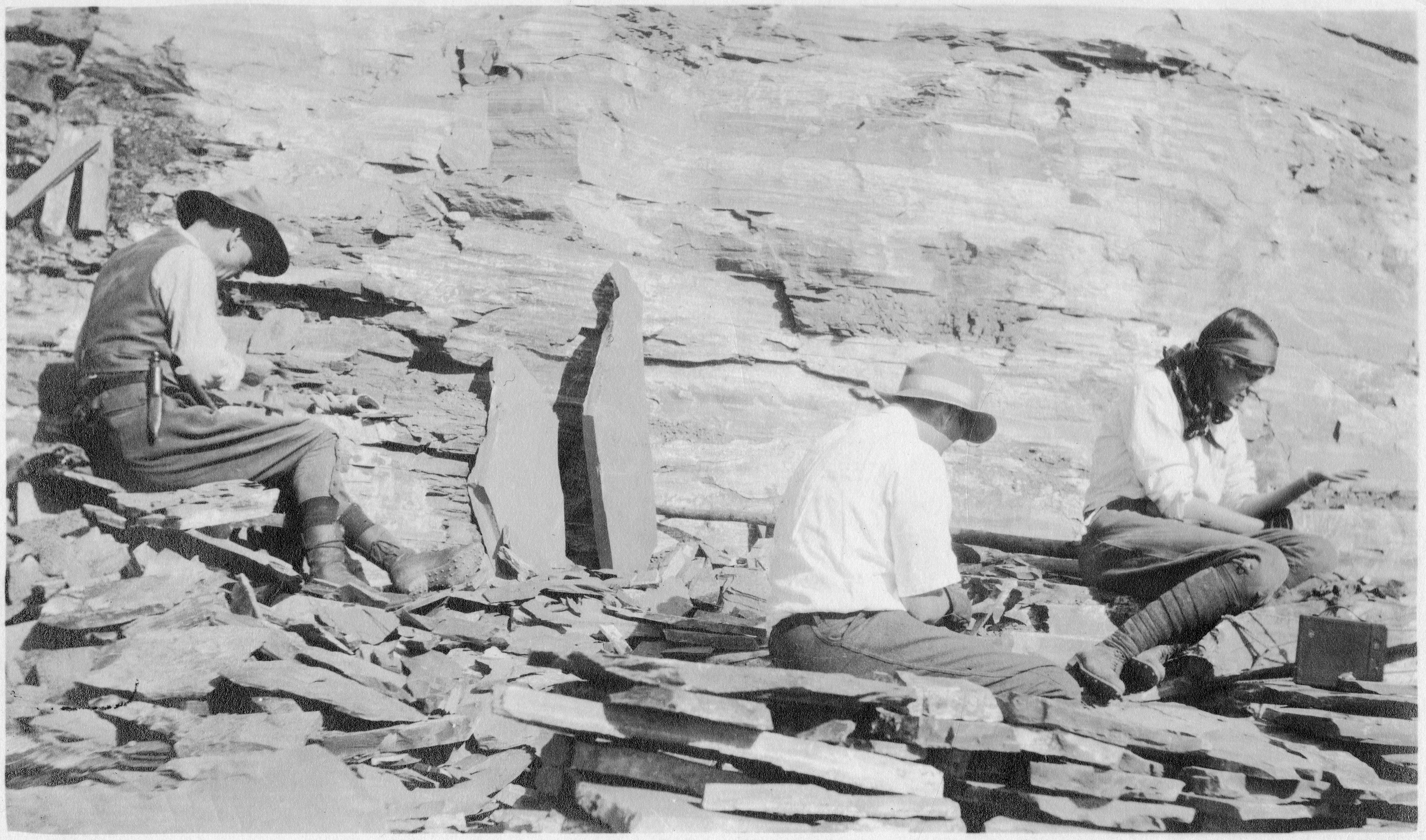
Charles com filhos no Folhelho Burgess

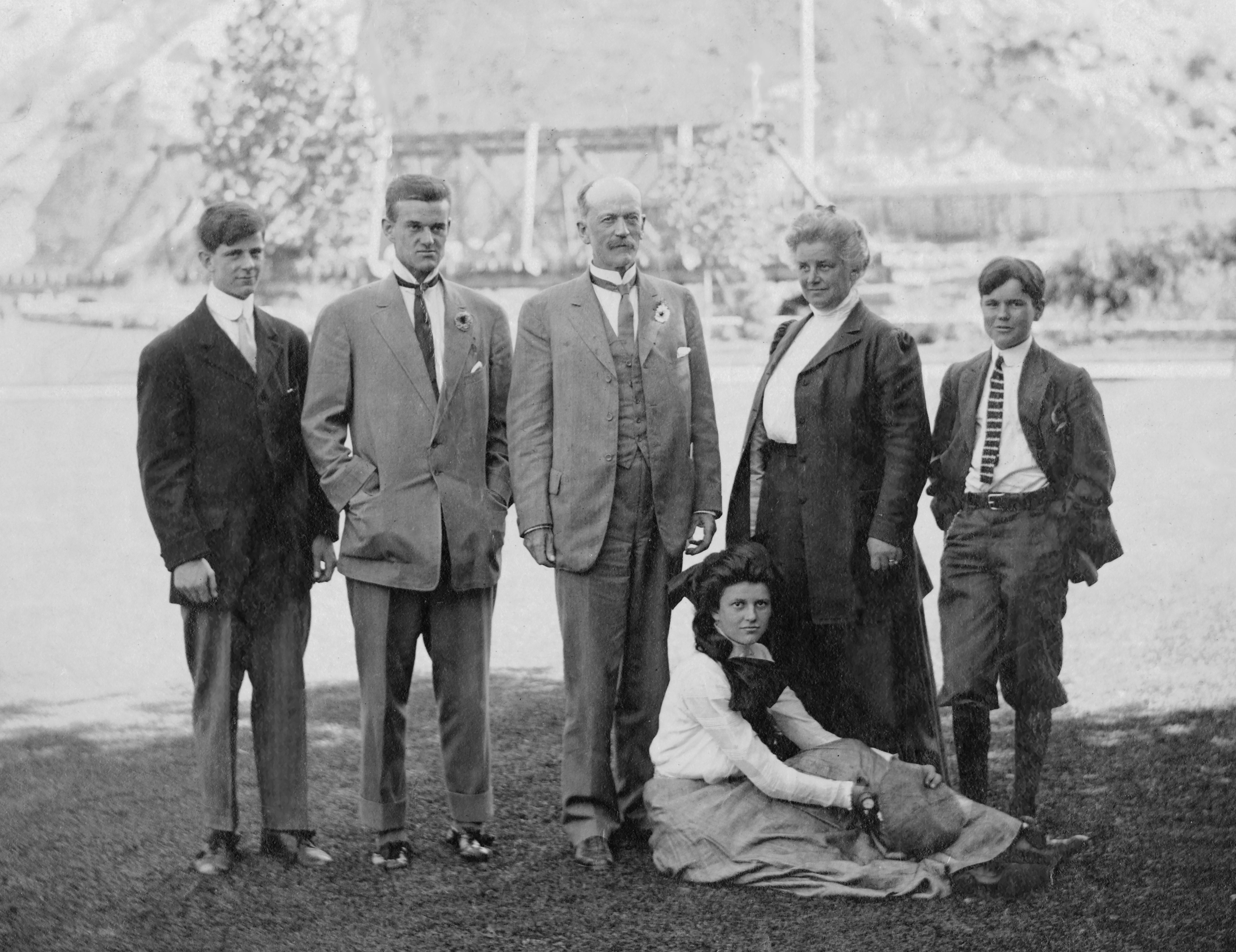
Charles com família.

- "The Paleontology of the Eureka District"
- "The Fauna of the Olenellus Zone"
- "Correlation Papers on the Cambrian"
- "Fossil Medusae"
- "Cambrian Brachiopoda"

## Curiosidades
Charles Doolittle Walcott foi o paleontólogo descobridor do gênero Pikaia, o antecessor dos peixes e de todos os vertebrados.